# Orenaia
Orenaia ist eine Gattung von Schmetterlingen aus der Familie der Crambiden (Crambidae).

## Merkmale
Die Genitalstruktur der Gattung Orenaia ist der der Gattung Evergestis sehr ähnlich, das äußere Erscheinungsbild ist jedoch gänzlich anders. Alle Arten sind dunkel gefärbt, klein, kompakt und behaart und erinnern an kleine Eulenfalter. Die Augen sind reduziert und von einem unbeschuppten Bereich umgeben. Alle Arten ähneln einander stark. Die geringen Unterschiede der Genitalapparate sind kaum zur Unterscheidung der Arten geeignet. Die Abgrenzung der einzelnen Arten wurde und wird daher kontrovers diskutiert. Die in Europa beheimateten Arten kommen im Hochgebirge vor und sind tagaktiv. Sie leben in felsigem Gelände und sind in ihrer Färbung an das Bodensubstrat angepasst. Die im Westen Sloweniens in den Kalkalpen beheimateten fahl gefärbten Populationen wurden als Unterarten beschrieben:
- Orenaia alpestralis kautzi Hauder, 1910
- Orenaia helveticalis postalbescens Speidel, 1996
- Orenaia lugubralis albescens Rebel, 1910[2]

Es gibt unterschiedliche Meinungen darüber, ob der Unterartstatus gerechtfertigt ist oder nicht.
Die Genitalien sind bei den Männchen ziemlich kompakt. Uncus und Gnathos sind kurz und dick und haben eine stumpfe Spitze. Letzterer ist in der Nähe der Spitze gezahnt. Die Valven sind mehr oder weniger parallelwandig, haben einen rundlichen Apex und eine sackförmige Ausbuchtung. Bei Orenaia preisseckeri ist das Klammerorgan (Clasper) angedeutet. Unterschiede sind in der Form der Juxta-Basis vorhanden. Die Phalli sind alle von sehr ähnlicher Gestalt. In welchem Ausmaß die Anzahl und Anordnung der Cornuti zwischen der Arten variiert, ist noch nicht vollständig geklärt. Offensichtliche Unterschiede bei Genitalabbildungen sind daher mit Vorsicht zu bewerten.
Bei den Weibchen ist das Corpus bursae rundlich und gelegentlich mit einem großen, nach hinten gerichteten Lobus versehen. Bei einigen Arten neigen die kräftigen Signa dazu, den Umriss der filigranen Corpus-Wand zu deformieren. Der Ductus bursae ist lang, schmal und filigran. Oft ist er unterhalb des trichterförmigen Antrums an der Einmündung des Ductus seminalis eingeschnürt.

## Verbreitung
Die Vertreter der Gattung Orenaia sind in Europa (vier Arten) und in Nordamerika (sieben Arten) beheimatet.

## Systematik
Die Gattung Orenaia  besteht aus elf Arten:
- Orenaia alpestralis (Fabricius, 1787) (Europa)
- Orenaia alticolalis (Barnes & McDunnough, 1914)
- Orenaia andereggialis (Herrich-Schäffer, 1851) (Europa)
- Orenaia arcticalis Munroe, 1974
- Orenaia coloradalis Barnes & McDunnough, 1914
- Orenaia helveticalis (Herrich-Schäffer, 1855)[5][6] (Europa)
- Orenaia lugubralis (Lederer, 1857) (Europa)
- Orenaia macneilli Munroe, 1974
- Orenaia pallidivittalis Munroe, 1956
- Orenaia sierralis Munroe, 1974
- Orenaia trivialis Barnes & McDunnough, 1914

Orenaia ventosalis Chrétien, 1911 und Orenaia preisseckeri Rebel, 1903 werden von Leraut 2003 als Unterarten von O. helveticalis bzw. O. alpestralis betrachtet. Bei Orenaia preisseckeri Rebel, 1903 stellte Huemer 2013 fest, dass "das Taxon sowohl genitalmorphologisch als auch in der noch rekonstruierbaren, wenn auch kurzen, Sequenz der DNA Barcoderegion mit O. lugubralis völlig übereinstimmt". O. preisseckeri ist daher ein jüngeres Synonym von O. lugubralis.

## Belege
1. 1 2 3 4  Barry Goater, Matthias Nuss, Wolfgang Speidel: Pyraloidea I (Crambidae, Acentropinae, Evergestinae, Heliothelinae, Schoenobiinae, Scopariinae). In: P. Huemer, O. Karsholt, L. Lyneborg (Hrsg.): Microlepidoptera of Europe. 1. Auflage. Band 4. Apollo Books, Stenstrup 2005, ISBN 87-88757-33-1, S. 100 (englisch).
2. ↑  Rebel, Hans (1910): Bericht der Sektion für Lepidopterologie.Verhandlungen der zoologisch-botanischen Gesellschaft in Wien. 60(1), S. 4
3. 1 2 3  Global Information System on Pyraloidea (GlobIZ). Abgerufen am 17. Juni 2014.
4. 1 2  Orenaia bei Fauna Europaea. Abgerufen am 17. Juni 2014
5. ↑  Heppner, J. B. (1982): Dates of selected Lepidoptera literature for the western hemisphere fauna. Journal of the Lepidopterologists' Society 36 (2): S. 97
6. ↑  Orenaia helveticalis (HERRICH-SCHÄFFER, [1855]). Lepiforum e. V.: Bestimmungshilfe des Lepiforums für die in Deutschland, Österreich und der Schweiz nachgewiesenen Schmetterlingsarten., abgerufen am 25. Juli 2015.
7. ↑  Huemer, Peter (2013): Die Schmetterlinge Österreichs (Lepidoptera). Systematische und faunistische Checkliste. (Studiohefte 12) Hrsg.: Direktor Wolfgang Meighörner, Tiroler Landesmuseen-Betriebsgesellschaft m.b.H., ISBN 978-3-900083-42-7, S. 233